# Монастырь Химмелькрон
Монастырь Химмелькрон (нем. Kloster Himmelkron) — бывший женский цистерцианский монастырь, располагавшийся на территории баварской коммуны Химмелькрон (Верхняя Франкония) и относившийся к Бамбергской архиепархии; обитель была основана в XIII веке и распущена в XVI — после этого комплекс зданий вплоть до XIX века служил летней резиденцией и охотничьим домом для князей Байрейта.

## История и описание
Монастырь Химмелькрон был основан в 1279 году графом Веймар-Орламюнде Оттоном III (IV), который получил в наследство от своей матери (Беатрис фон Андекс-Меран) имение Плассенбург, в которое входила деревня Претцендорф: Отто превратил замок Прецендорфа в помещение для монастыря. В дополнение к замку и деревне, он подарил новому монастырю прилегающие поля, луга и леса. Обитель стала частью Бамбергской епархии, епископом которой в тот период являлся Бертольд фон Лайнинген. В документе об основании от 28 декабря 1279 года упоминается, что Отто хотел оставить потомкам память о себе, а также — сделать что-то для «спасения своей души». В учредительном документе также упоминается и имя Химмелькрон для новой обители. Однако, перенос этого названия и на деревню Претцендорф произошел только в XVI веке. Список свидетелей указывал на связь новой обители с монастырями Зоннефельд и Лангхайм.
Первые монахини, вероятно, прибыли из монастыря Зоннефельд — ближайшей обители цистерцианских монахинь. Монастырская традиция называла дочь Оттона, Агнес, первой настоятельницей. Но из-за большого периода времени между основанием монастыря (1279) и ее смертью в 1354 году — а также в связи с тем, что Агнес не упоминается в учредительных документах — исследователи полагали, что в первые дни существования у монастыря была по крайней мере еще одна настоятельница.
История монастыря, как это часто бывает со средневековыми сооружениями, известна только в связи с военными событиями или крупными перестройками. Так во время Гуситских войн повстанцы в 1430 году сожгли Кульмбах: повреждения монастыря Химмелькрон не известны. Отсутствие упоминаний о значительных восстановительных работах и сохранность многих произведений искусства позволяла предположить, что он успешно пережил данный период. Аббатисы Элизабет фон Кюнсберг (1460—1484) и Магдалена фон Вирсберг (1499—1522) вели активную строительную деятельность: так Магдалена расширила монастырскую церковь. Ко времени аббатисы Маргареты фон Зедвиц (1484—1499) монастырь попал в сложных экономических условиях: некоторые монастырские постройки были разрушены, а управление землями являлось неполным.
От периода Крестьянской войны 1524 года регион Бранденбург-Кульмбах пострадал не так сильно: последовавшие восстановительные работы в монастыре были не велики, а из монахинь никто не пострадал. Во Второй маркграфской войны была утеряна только часть монастырского инвентаря. Во время правления аббатисы Аполлонии фон Вальденфельс в регионе началась Реформация, быстро завоевавшая популярность как среди населения, так и духовенства. Марграф Бранденбург-Ансбаха Георг стал одним из первых последователей Лютера и разрешил принудительное изгнание монахинь из Химмелькрона и Хофа — если они не согласятся принять новую религиозную доктрину. Епископ Бамберга Вейганд фон Редвиц в 1529 году подал жалобу в Швабскую лигу, но это не остановило роспуск общины. Уже в 1545 году аббатиса была отстранена от управления обителью: аббатство было окончательно распущено к 1590 году.